# Wilhelm Scheppmann
Wilhelm Schepmann (17 de junio de 1894 - 26 de julio de 1970) fue un general de las SA en la Alemania Nacionalsocialista y el último Stabschef  (jefe de Estado Mayor) de esta organización.
Schepmann era un Obergruppenführer en las Sturmabteilung (SA) cuando fue designado por Adolf Hitler para suceder a Viktor Lutze como Stabschef en 1943. Sin embargo, para entonces, las SA habían sido completamente marginadas en cuanto al poder político en la Alemania nazi. Desde enero de 1939, el rol de las SA fue oficialmente asignado como una escuela de entrenamiento para las fuerzas armadas alemanas, con el establecimiento de las SA Wehrmannschaften (Unidades Combatientes de las SA). Luego, con la invasión de Polonia en septiembre de 1939, las SA perdieron a la mayoría de sus miembros restantes cuando estos comenzaron a prestar servicio en el Heer. Las SA oficialmente dejaron de existir en mayo de 1945 cuando la Alemania nazi fue derrotada y rendida. Las SA fueron prohibidas por el Consejo de Control Aliado poco después de la capitulación de Alemania. En 1946, el Tribunal Militar Internacional de Núremberg juzgó formalmente que las SA no eran una organización criminal.

## Biografía
Wilhelm Schepmann nació en junio de 1894 en la ciudad alemana de Hattingen. Después de asistir al Gimnasio, Schepmann completó el seminario para maestros y luego trabajó como maestro en Hattingen. Sirvió en la Primera Guerra Mundial de 1914 a 1918 como soldado del batallón de cazadores N.º 7 de Westfalia y participó tanto en el Frente Occidental como en el oriental. Durante la guerra, fue primer comandante de la compañía en el rango de teniente de la reserva, luego ayudante del batallón y, finalmente, oficial de la corte. Durante la guerra fue herido, recibiendo la Medalla de herido (1918) y la Cruz de Hierro de segunda clase.

### Carrera política
Schepmann se unió al Partido Nazi (NSDAP) en 1925. Junto con Viktor Lutze organizó la formación de las SA en el área del Ruhr y ya en 1928 era líder local del partido. Al mismo tiempo, se desempeñó como concejal y líder de las SA en Hattingen, donde contribuyó significativamente a hacer de la ciudad uno de los baluartes de los nacionalsocialistas en el área del Ruhr. De 1932 a 1933, Schepmann fue miembro del Landtag de Prusia y, desde noviembre de 1933, miembro del Reichstag.
Trabajó como líder del subgrupo de las SA Westfalia-Sur en el rango de superintendente de las SA. Desde noviembre de 1932 asumió el liderazgo del Grupo SA Westfalen. En febrero de 1933 fue nombrado presidente de la policía de Dortmund. El 1 de abril de 1934 se convirtió en el líder del Grupo X de SA (Niederrhein y Westfalia). A raíz de la noche de los cuchillos largos, Schepmann asumió el liderazgo del Grupo SA en Sajonia a partir de noviembre de 1934.
En marzo de 1936, Schepmann recibió el encargo de administrar la posición de Kreishauptmann (gobernador de distrito) de Dresden-Bautzen y recibió el nombramiento como gobernador de distrito tres meses después. Posteriormente, hasta agosto de 1943, Schepmann ocupó el cargo de presidente del distrito de Dresden-Bautzen.
Después de la muerte accidental de Viktor Lutze el 2 de mayo de 1943, Max Jüttner asumió el cargo interino de jefe de Estado Mayor de SA. En agosto de 1943, Schepmann se convirtió en el jefe de Estado Mayor de las SA, aunque su promoción no fue apoyada por todos los líderes del Partido. Ocupó este cargo hasta el final de la guerra en Europa.

### Comandante en jefe de las SA
Schepmann comenzó a trabajar para restaurar la moral y la estima de las SA. Logró tener unidades provenientes de las SA en el Ejército (Panzerkorps Feldherrnhalle), la Kriegsmarine y Luftwaffe (Jagdgeschwader 6 Horst Wessel), e incluso una división de las Waffen-SS (18.ª División de Granaderos SS Horst Wessel). El 26 de septiembre de 1944, Schepmann fue nombrado jefe de Estado Mayor para el entrenamiento de tiro en el Deutscher Volkssturm (Inspekteur der Schießausbildung im Deutschen Volkssturm).

### Posguerra
Después del final de la guerra en Europa, Schepmann vivió bajo un nombre falso ("Schumacher") en Gifhorn y trabajó como gerente de materiales en el hospital del distrito. En abril de 1949 fue reconocido y arrestado por el Servicio de Inteligencia Secreto Británico, y juzgado ante un jurado de Dortmund a fines de junio de 1950. Fue sentenciado a nueve meses de prisión, apeló y fue liberado en 1954. En el proceso de desnazificación, fue clasificado como descargado (categoría V) en abril de 1952.
Schepmann quería continuar su trabajo anterior como maestro, pero esto fue rechazado por el Ministerio de Educación de Baja Sajonia. Sin embargo, en 1952, Schepmann fue elegido miembro del parlamento distrital y del consejo municipal de Gifhorn como miembro del Bloque Pangermánico/Liga de los Expulsados y Privados de derechos. En 1956 se convirtió en teniente de alcalde honorario de Gifhorn. Su reelección en 1961, sin embargo, dio lugar a una protesta pública y Schepmann renunció a su cargo.
Miembro del Bloque Pangermánico/Liga de los Expulsados y Privados de derechos,  a principios de la década de 1950 se desempeñó como miembro del Parlamento Regional Bajo Sajón.
Wilhelm Schepmman murió el 26 de julio de 1970 en Gifhorn.